# Uranophora borealis
Uranophora borealis är en fjärilsart som beskrevs av Rothschild 1912. Uranophora borealis ingår i släktet Uranophora och familjen björnspinnare. Inga underarter finns listade i Catalogue of Life.